# Hypopachus variolosus
Hypopachus variolosus је врста жабе из породице Microhylidae, пореклом са Пацифика и Карипског мора јужно од Тексаса до Костарике.  За време топлих месеци у току и после падавина оглашава се слично блејању оваца (енгл. име је sheep frogs).
Ова врста се јавља у различитим стаништима: тропским влажним шумама, у разним влажним местима у више сушним подручјима.

## Спољашне везе
Медији везани за чланак Hypopachus variolosus на Викимедијиној остави